# Tulita
Tulita ist ein Weiler in der Sahtu Region der Nordwest-Territorien in Kanada. Tulita, das bis 1. Januar 1996 Fort Norman hieß, bedeutet in der Sprache der First Nations „wo die Gewässer/Flüsse sich treffen“. Damit weist der Name der Ortschaft auf die Lage am Zusammenfluss von Großem Bärenfluss und Mackenzie River hin. 
Tulita liegt 620 Kilometer nordwestlich der Provinzhauptstadt Yellowknife in einem waldreichen Gebiet, deutlich südlich der arktischen Baumgrenze.
Die North West Company gründete 1804/1805 einen Handelsposten gegenüber der Mündung des Redstone Rivers, wenige Kilometer flussaufwärts von Tulita am Nordufer des Mackenzie River. 1810 wurde der Handelsposten dann an die Mündung des Großen Bärenflusses verlegt. Den Handelsposten nutzte John Franklin während seiner Expedition in den Jahren 1819–1822 in die Nordwest-Territorien als Ausgangspunkt für Erkundungen. 
Die Einwohnerzahl lag 2001 bei 473 und stieg bis 2006 auf 505 Einwohner an. Vorherrschende Sprachen sind Sahtu, Dene und Slavey, wobei alle Einwohner 2006 auch Englisch sprechen.
Tulita besitzt mit Tulita Airport einen Flughafen. Eine Winterstraße bindet Tulita an Wrigley und damit an den Mackenzie Highway an. Im Sommer kann Tulita über den Mackenzie River erreicht werden. 
In Tulita gibt es ein Hotel, eine Abteilung der Royal Canadian Mounted Police und eine Krankenpflegestation. Der Ort wird repräsentiert durch die Begade Shotagotine First Nation und gehört dem Sahtu Dene Council an. Der Rat verhandelt mit der Bundesregierung über Entschädigungen für Landenteignungen. Sie sind auch Teil der Dehcho First Nations, wo sie als Begaee Shuhagot’ine gelistet sind.